# Mandón
Greebo, también llamado Mandón, es el gato de Tata Ogg en las novelas la serie del Mundodisco escritas por Terry Pratchett. 
Greebo es un gato enorme de color gris con la piel surcada por innumerables cicatrices producto de mil batallas callejeras contra otros gatos y animales de todo tipo, como consecuencia de las cuales le falta un ojo. Es el terror de la fauna de los alrededores, hasta los lobos procuran evitarle y en una ocasión incluso llegó a acorralar a un oso. Con respecto a los humanos Greebo mantiene una relación amor/odio, Tata le ama, el resto de la humanidad le odia.
La otra afición de Greebo , aparte de pelear, es cortejar, aunque violar sería una definición más adecuada, a todas las gatas de las proximidades. Greebo  es el padre o abuelo y en muchas ocasiones las dos cosas a la vez, de la mayoría de los gatos de los alrededores.
Mandón es un personaje secundario pero importante en las novelas en que aparece Tata Ogg. Suele acompañar a Tata en sus viajes y ha sacado a las brujas de más de un apuro, cuando no lo ha creado él mismo. En una de estas ocasiones fue convertido por las brujas en humano y desde entonces aprendió el truco y ahora se puede convertir en humano cuando lo desea, con el consiguiente susto para quienes estén presentes.
Cuando se transforma en humano, se convierte en un hombre vestido de cuero negro, alto, tuerto y muy atlético, cuyas uñas funcionan como las de un gato y al parecer, extraordinariamente dotado. Posee un aura de sexualidad tal, que es capaz de cometer acoso sexual simplemente sentándose en la habitación contigua. Como no controla bien la transformación en humano, se transforma cuando está muy nervioso o le persiguen, dando lugar a situaciones bastante divertidas y un tanto comprometidas.
En resumen, Greebo  es un enorme, feo, apestoso y malvado gato gris al que Tata, contra toda evidencia física, sigue viendo como el gatito que una vez fue.
- Datos: Q3104712